# Trichocolletes leucogenys
Trichocolletes leucogenys  is een vliesvleugelig insect uit de familie Colletidae. 
De soort komt voor in het zuiden van West-Australië.